# Let the Guilt Go
Let the Guilt Go è un singolo del gruppo musicale statunitense Korn, pubblicato il 27 luglio 2010 come secondo estratto dal nono album in studio Korn III: Remember Who You Are.
Il singolo ha ricevuto una candidatura ai Grammy Awards 2010 nella categoria miglior interpretazione metal, vinta dagli Iron Maiden con El Dorado.

## Video musicale
Il videoclip, diretto da Nathan Cox, è stato pubblicato il 2 settembre 2010 in anteprima attraverso il sito di Artistdirect.
Esso inizia mostrando un elicottero che sorvola i campi di Bakersfield, con alcuni cerchi nel grano. Dopo, mentre si vedono i Korn che si esibiscono nel campo, si vedono un gruppo di studenti intente a studiare fino a quando non vengono infastiditi da un gruppo di bulli. Durante la notte, lo stesso gruppo di studenti si reca presso uno dei cerchi nel grano e improvvisamente appare una luce: una ragazza esce dall'auto e viene sollevata da terra dalla luce per poi ricadere a terra. Il giorno seguente la ragazza arriva a scuola cambiata e scopre di avere acquisito strani poteri. Una sera uno dei bulli che la infastidiva ci prova con lei ma la ragazza lo tramuta in polvere bianca.

## Tracce
CD promozionale (Regno Unito)
1. Let the Guilt Go (Radio Edit) – 3:03
2. Let the Guilt Go (Album Version) – 3:56

CD promozionale (Stati Uniti)
1. Let the Guilt Go (Radio Edit) – 3:03

## Formazione
- Jonathan Davis – voce
- James "Munky" Shaffer – chitarra
- Fieldy Arvizu – basso
- Ray Luzier – batteria

## Classifiche
| Classifica (2010)             | Posizione massima |
| ----------------------------- | ----------------- |
| Stati Uniti (mainstream rock) | 23                |